# Кяткаярви
Кяткаярви — пресноводное озеро на территории Боровского сельского поселения Калевальского района Республики Карелии.

## Общие сведения
Площадь озера — 1,5 км². Располагается на высоте 131,0 метров над уровнем моря.
Форма озера лопастная, продолговатая: оно вытянуто с северо-запада на юго-восток. Берега изрезанные, каменисто-песчаные.
Через озеро протекает ручей Кяткаоя, впадающий с левого берега в реку Пизьму. Пизьма впадает в озеро Юлиярви, через которое протекает река Кемь.
Ближе к северо-западной оконечности озера расположены два небольших безымянных острова.
Вдоль юго-западного берега озера проходит автодорога местного значения 86К-38 («Боровой — Луусалми»).
Код объекта в государственном водном реестре — 02020000911102000005018.